# Raúl Álvarez Garín

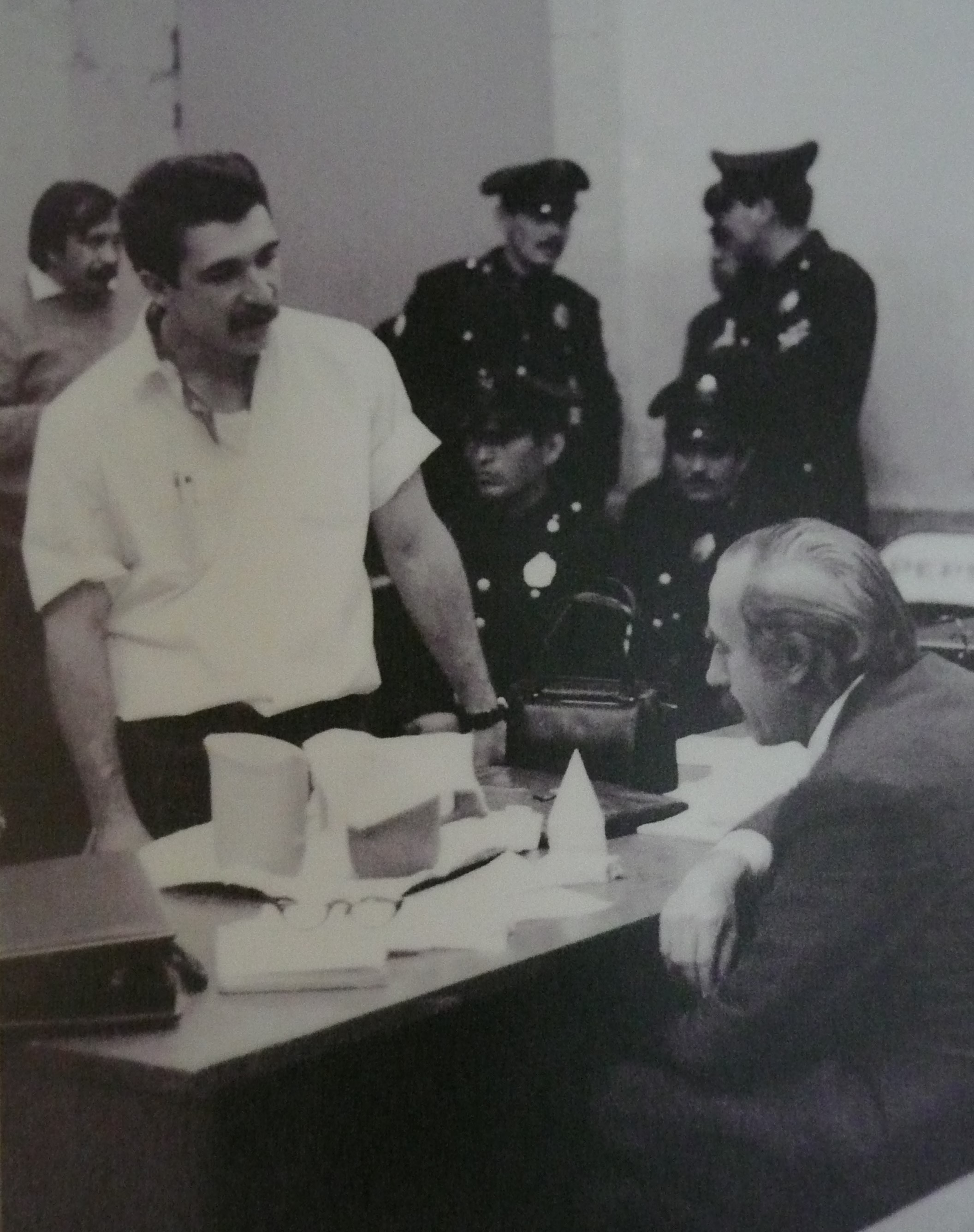

Raúl Álvarez Garín (Ciudad de México, México, 9 de agosto de 1941-ibídem, 26 de septiembre de 2014) fue un activista, luchador social, catedrático, escritor y político mexicano. Fue uno de los dirigentes del movimiento estudiantil de 1968.

## Estudios y movimiento estudiantil del 68
Sus padres fueron Manuela Garín y Raúl Álvarez. Hacia finales de la década de 1950 participó en los movimientos del profesor Othón Salazar y en los movimientos ferrocarrileros de Demetrio Vallejo y Valentín Campa. Fue alumno en la Facultad de Ciencias de la Universidad Nacional Autónoma de México (UNAM) y posteriormente cursó la licenciatura en Físico Matemáticas en el Instituto Politécnico Nacional (IPN). Fue integrante de la Juventud Comunista pero rompió con este grupo antes de 1968. Contrajo matrimonio con María Fernanda Campa, hija del dirigente ferrocarrilero Valentín Campa. Durante el movimiento estudiantil fue miembro del Consejo Nacional de Huelga en donde representó al IPN. El 2 de octubre desapareció después de la masacre en la Plaza de las Tres Culturas de Tlatelolco. Durante varios días sus padres publicaron desplegados de un cuarto de página en el periódico El Día para tratar de localizarlo.  Estuvo incomunicado en el campo militar número uno. Finalmente, el 19 de octubre, ingresó al penal de Lecumberri acusado de nueve delitos: acopio de armas, ataques a las vías de comunicación, daño en propiedad ajena, despojo, homicidio, invitación a la rebelión, lesiones contra agentes de la autoridad, sedición y asociación delictuosa, robo de uso. Fue sentenciado a 19 años de prisión y multa de 6000 pesos o 120 días más de prisión.  Junto con Félix Lucio Hernández Gamundi lideró a sus compañeros que habían sido recluidos por cargos similares. Fue defendido por los abogados Carlos Fernández del Real y Carmen Merino, logró su libertad dos años y siete meses después. Entabló amistad con Elena Poniatowska, a quien le hizo llegar los testimonios de él y sus compañeros, material que le sirvió para escribir el libro La noche de Tlatelolco. Testimonios de historia oral.

## Activista
Al salir de prisión, en 1971, participó en la manifestación del 10 de junio la cual apoyaba a los estudiantes de la Universidad Autónoma de Nuevo León, quienes estaban inconformes por el recorte al presupuesto de su casa de estudios y un proyecto de ley que ponía en peligro su autonomía. De esta forma estuvo presente en la matanza del Jueves de Corpus.
Se exilió en Chile. En enero de 1972, fue fundador de la revista Punto Crítico, en la cual publicó las anomalías y tropelías que tuvieron lugar durante los procesos jurídicos de los estudiantes.  A su regreso comenzó a trabajar en la Comisión Federal de Electricidad (CFE). Contrajo matrimonio, por tercera ocasión, con María Emilia Caballero. Fue profesor de la Facultad de Economía de la UNAM.
En 2000, fue uno de los fundadores del Comité 68 Pro Libertades Democráticas, cuya finalidad era exigir castigo para los responsables por la masacre del 2 de octubre de 1968.  Publicó la obra La estela de Tlatelolco: una reconstrucción histórica del movimiento estudiantil del 68. Rindió testimonio ante la extinta Fiscalía Especial para Movimientos Sociales y Políticos del Pasado (FEMOSPP). En 2006, Raúl Álvarez Garín, Félix Lucio Hernández Gamundi, Daniel Molina y varios compañeros que habían participado en el movimiento estudiantil, consiguieron enjuiciar a Luis Echeverría Álvarez por el delito de genocidio, así como a 55 personas más, entre ellas Miguel Nazar Haro y Luis de la Barreda Moreno.  El expresidente, quien había sido secretario de Gobernación en 1968, fue hallado culpable y arraigado en su domicilio particular en San Jerónino Lídice.

## Político
Fue miembro fundador del Partido de la Revolución Democrática, fue diputado federal  en la LV Legislatura del Congreso de la Unión de México. A finales de 1993 propuso adicionar al artículo 8 constitucional un párrafo que permitiese a los ciudadanos tener el libre acceso a todos los archivos y registros oficiales, con la excepción de aquellos que estuviesen relacionados con la seguridad y defensa del Estado, los cuales estarían reservados hasta por un periodo máximo de 25 años, sin embargo su propuesta fue congelada. Colaboró con el periódico informativo de movimientos populares Corre la Voz, el cual fue distribuido en el valle de México. Publicó algunos artículos en el periódico La Jornada. 

## Homenaje
El 9 de agosto de 2013 se realizó un homenaje en su honor en la sala Miguel Covarrubias del Centro Cultural Universitario de la UNAM.  El 10 de julio de 2014 se le otorgó el Premio Amalia Solórzano, a manera de reconocimiento a su larga lucha por la libertad democrática, la verdad y la justicia, sin embargo no pudo asistir a recoger el premio por encontrarse delicado de salud. 

## Muerte
Tras padecer cáncer durante quince meses, falleció el 26 de septiembre de 2014 en la Ciudad de México. A su velorio asistieron Salvador Martínez della Rocca, José de Jesús Martín del Campo, Félix Hernández Gamundi, Ifigenia Martínez, Javier González Garza, Gilberto Guevara Niebla, Pablo Gómez, Imanol Ordorika, Alejandro Álvarez, Roberto Escudero, Alejandro Encinas Rodríguez y José Narro Robles, rector de la UNAM.